# Giro del Lazio 1949-2
Il Trofeo Corosport 1949, sedicesima edizione della corsa, si svolse il 19 giugno 1949 su un percorso di 257 km con partenza e arrivo a Roma. Valido come terza prova del campionato italiano 1949, fu vinto dall'italiano Annibale Brasola, che completò il percorso in 7h55'00" precedendo in volata i connazionali Luciano Maggini e Luigi Casola. Conclusero la prova, nota anche come Gran Premio Nicolet Watch, 41 dei 55 ciclisti al via.
Considerata dalle fonti successive come effettiva edizione del Giro del Lazio, fu la seconda edizione della corsa che si svolse nel 1949, dopo la corsa a tappe organizzata in aprile dall'A.S. Monti.

## Ordine d'arrivo (Top 10)
| Pos. | Corridore                  | Squadra                    | Tempo                      |
| ---- | -------------------------- | -------------------------- | -------------------------- |
| 1    | Annibale Brasola           | Lygie                      | 7h55'00"                   |
| 2    | Luciano Maggini            | Wilier Triestina           | s.t.                       |
| 3    | Luigi Casola               | Benotto                    | s.t.                       |
| 4    | Luciano Pezzi              | Atala                      | s.t.                       |
| 5    | Mario Ricci                | Viscontea                  | s.t.                       |
| 6    | 33 ciclisti a s.t. ex æquo | 33 ciclisti a s.t. ex æquo | 33 ciclisti a s.t. ex æquo |